# Olsenbanden jr. Det sorte gullet
Olsenbanden Junior og Det sorte gullet (deutsch: „Die Olsenbande Junior und das schwarze Gold“) ist ein norwegischer Kinder- und Familienfilm von Arne Lindtner Næss aus dem Jahr 2009. Der Film aus der Filmreihe Olsenbande Junior wurde von Nordisk Film und TV 2 produziert und hatte am 30. Januar 2009 in Norwegen seine Kinopremiere.

## Handlung

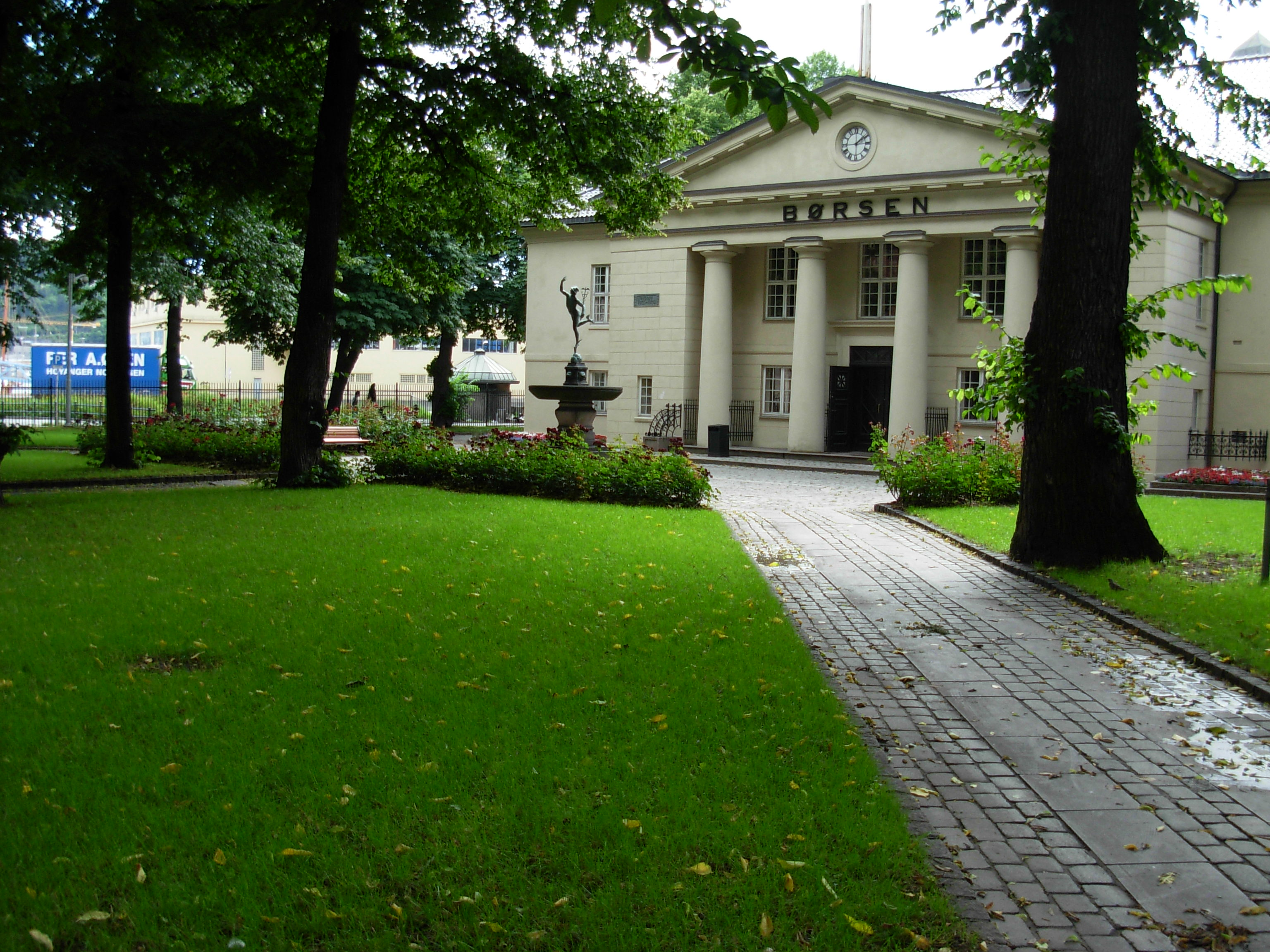
An der Osloer Börse versucht die Olsenbande günstige Ölaktien zu erwerben.

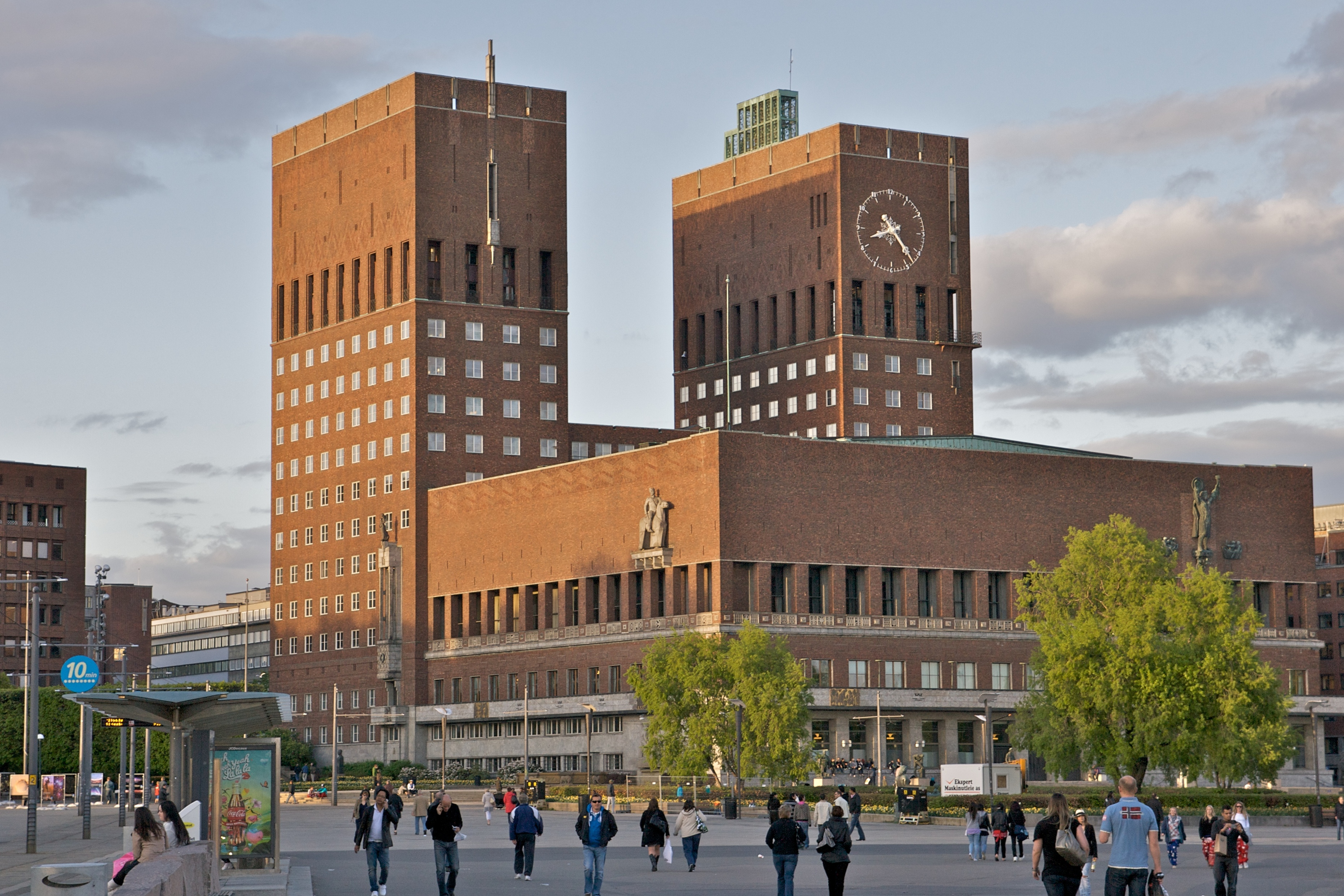
Am Hafen vor dem Osloer Rathaus schmuggelt sich die norwegische Olsenbande Junior auf ein Schiff, um als blinde Passagiere nach Ägypten zu kommen.

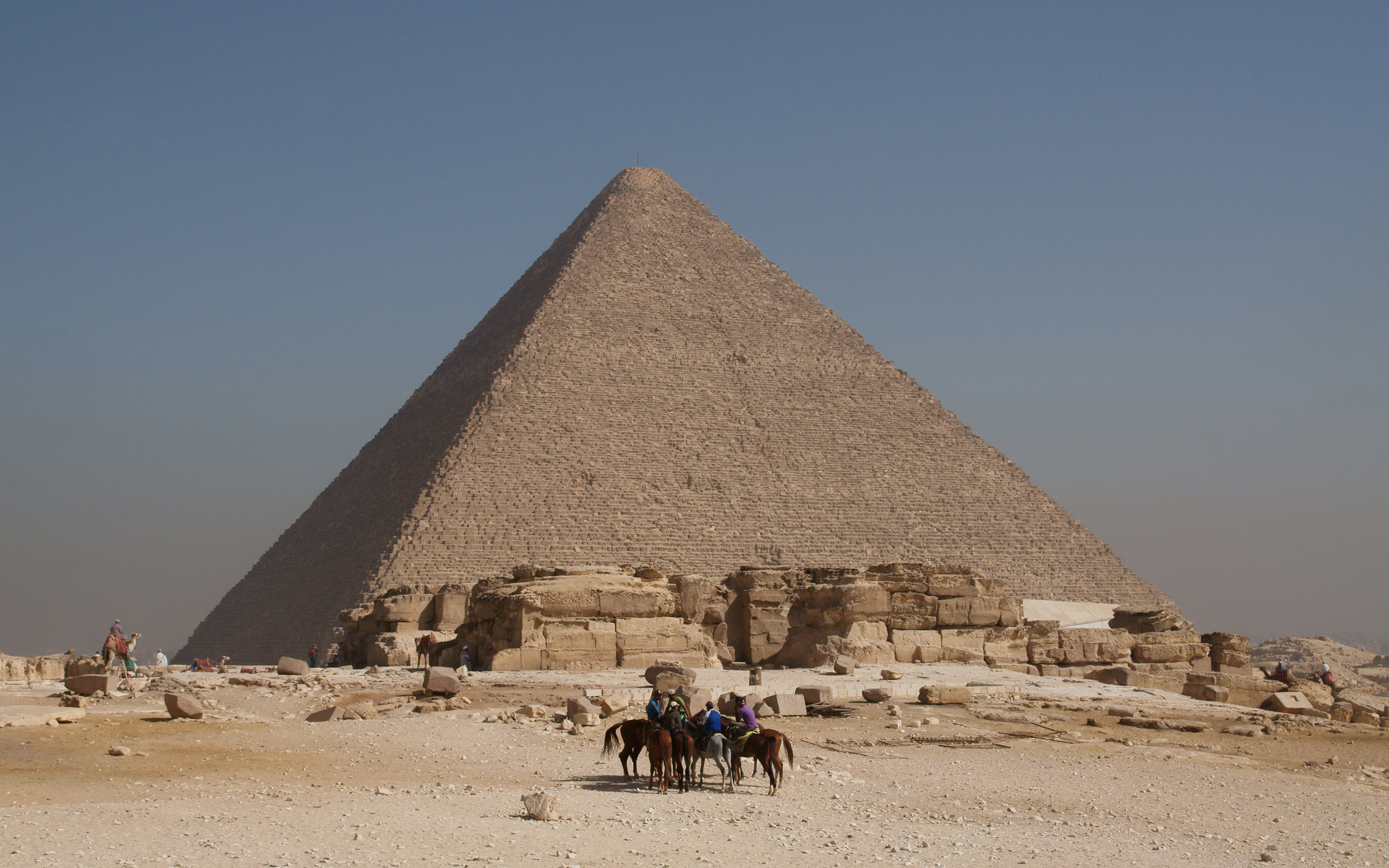
Auf Kamelen reitet die Olsenbande zur Cheopspyramide, um Valborg zu befreien.

Oslo am Anfang der 1960er Jahre. Die Klasse der Olsenbande unternimmt ein Schülerradrennen. Egon, Benny und Kjell sind bei dem Radwettkampf an vorderster Front und nach einer größeren Steigung entsprechend geschafft. Besonders Kjell ist stark erschöpft und seine rostige Fahrradkette braucht unbedingt etwas Öl. Die Olsenbande pausiert dazu an einer Tankstelle. Egon zapft sich mit einem Schlauch heimlich aus einer entsprechenden Tonne der Tankstelle etwas Öl, damit gleich alle ihre Fahrradketten ölen können. Die Biffenbande, die mittlerweile an der Tankstelle eingetroffen ist, vereitelt dies und legt den Schlauch auf die Straße, um der Olsenbande eins auszuwischen. Hermansen und Holm, die Herman auf dem Fahrrad mit einem Motorradgespann unterstützend begleiten, kommen in der Öllache vor der Tankstelle ins Schleudern und fahren ins Gebüsch. Egon Olsen muss, als vermeintlicher Verursacher, wieder in den Arrest.
Nach der Verbüßung seiner Strafe wird Egon von Benny und Kjell in gewohnter Manier vom Kinderheim Lykkebo abgeholt. Egon hat aber auch schon einen neuen Plan. Er hat erfahren, dass in der Nordsee neue Ölvorkommen vermutet werden. Das endgültige Ergebnis soll von Ingenieur Hallandsen beim Eintreffen seines Forschungsschiffes am Hafen von Oslo verkündet werden. Egon Olsen überredet seine Freunde umgehend günstige Ölaktien zu kaufen, um so vor Bekanntgabe der Ölfunde und der folgenden Funderschließung in der Nordsee Gewinne erzielen zu können. Dazu legen sie nun ihre Ersparnisse zusammen, um Ölaktionäre zu werden. Benny und Kjell sollen am Hafen auf das Forschungsschiff warten und Dynamit-Harry mittels eines Spiegels signalisieren, ob die Ölfunde bestätigt werden. In diesem Fall will Dynamit-Harry einen Schuss mit einer historischen Kanone im Hafen von Oslo abgeben. Egon wartet entsprechend vorbereitet am Børshagen-Park vor der Osloer Börse und kann, wenn er den Schuss hört, spekulativ Ölaktien noch billig erwerben. Ingenieur Hallandsen verkündet aber vor der Presse am Hafen, dass angeblich überhaupt kein Nordseeöl gefunden wurden sei. Durch ein Missgeschick von Kjell kommt es trotzdem zu einer Signalübertragung mit dem Spiegel und Dynamit-Harry gibt den Schuss mit der Kanone ab. Olsen nun geht davon aus, dass die entsprechenden Wertpapiere im Kurs steigen werden und kauft daraufhin für die Olsenbande die vermeintlichen Ölaktien an der Osloer Börse.
Diese Aktien sind aber auf Grund der negativen Prospektierung von Hallandsen total in den Keller gerutscht. Damit ist für die Olsenbande der erhoffte spekulative Gewinn dahin. Egon lässt sich davon aber nicht entmutigen. Er beobachtet Hallandsens Erkundungsschiff, das im Hafen vor Oslo liegt, und bekommt so mit, dass Hallandsen gelogen hat, um die Gewinne selbst einzustreifen. Der Ingenieur möchte lieber ein Geschäft mit einem arabischen Ölscheich machen, der sich an Bord des Forschungsschiffes befindet, anstatt mit der norwegischen Regierung. Egon stiehlt in einem günstigen Moment einen roten Koffer, der die richtige Ölprobe enthält. Diese ist der Beweis, dass in der norwegischen Nordsee entsprechende Ölvorkommen gefunden wurden. Als Hallandsen und der Ölscheich Araban El-Altam den Diebstahl bemerken, wird Egon als der mutmaßliche Dieb von ihnen gesucht.
Hallandsen und der Ölscheich wollen unbedingt verhindern, dass die Wahrheit über die Ölfunde publik wird. Die Olsenbande Junior dagegen will diese Nachricht an die norwegischen Behörden weitergeben. Aber es läuft nicht alles so wie geplant. Als Hassan, ein Neffe des Ölscheichs, sich mit Valborg unterhält, wird er von seinem Onkel dabei überrascht und Valborg wird entführt. Araban El-Altam schlägt der Olsenbande einen Handel vor: den roten Koffer im Austausch gegen Valborg. Schweren Herzens geht die Olsenbande darauf ein. Aber ihre Partner halten sich nicht an die Abmachung und nehmen den Koffer entgegen, ohne Valborg freizulassen. In einem Privatflugzeug verschwinden Hallandsen und der Ölscheich mit der entführten Valborg nach Ägypten. Da Valborg zuletzt mit der Olsenbande gesehen worden ist, nimmt die Polizei an, dass nur die Olsenbande für ihre Entführung verantwortlich sein kann. Kriminalkommissar Hermansen und sein Assistent Holm beauftragen die Biffenbande die Olsenbande aufzuspüren und gegebenenfalls zu stellen, auch Hermansens Sohn Herman beteiligt sich an der Suche. Nach vielen weiteren Komplikationen können sie ihren Verfolgern aber entkommen.
Aufgrund einer von Hassan zurückgelassenen Fotografie nimmt die Olsenbande an, dass die Entführer nach Kairo in Ägypten geflogen sind. Die Olsenbande Junior begibt sich als blinde Passagiere auf ein Frachtschiff, um so nach Ägypten zu kommen und Valborg aus der Gefangenschaft befreien zu können. Die Olsenbande hinterlässt einen Hinweis, dem Hermansen und Holm nach Ägypten folgen. Die Olsenbande findet die Spur der Entführer von Valborg in Ägypten. Sie führt ins Gizaplateau in den Mokattamhügeln, direkt zur großen Cheopspyramide von Gizeh, wo Valborg gefangen gehalten wird. Nach einigen aufregenden Abenteuern kann die Olsenbande dank Egons Kombinationskünsten in die Pyramide eindringen, Valborg befreien und den roten Koffer mit den Beweisen zu den norwegischen Ölvorkommen in der Nordsee schließlich in ihre Hände bringen. Ingenieur Hallandsen und der Ölscheich werden überführt und von Hermansen und Holm verhaftet. Bei ihrer Rückkehr nach Oslo werden die Mitglieder der Olsenbande als Nationalhelden feierlich empfangen und geehrt, da sie das Öl in der Nordsee für Norwegen gerettet haben. Egon erhält zusätzlich vom Minister als Auszeichnung Ölaktien.